# 程玉潤
程玉潤（？—？），字鉉吉，南直隶苏州府常熟縣人。

## 生平
万历二十五年（1597年）丁酉科应天府乡试举人，四十一年（1613年）癸丑科進士，授大理寺评事，升易州知州，有「强项」之聲。

## 家族
从祖父程宗。